# Formosa (wyspa)
Formosa (port. Ilha Formosa) – należąca do Gwinei Bissau największa z wysp archipelagu Bijagós, położona w jego północno-wschodniej części. Administracyjnie należy do Regionu Bolama, głównym miastem na wyspie jest port Abu z około 300 mieszkańcami.

## Geografia
Długość wyspy wynosi 19,345 km, a jej szerokość - 10,4 km. Łącznie linia brzegowa ma długość 77,6 km, natomiast wielkość wynosi 140 km². Należy do sektora Caravela w archipelagu razem z wyspami Ponta i Maio na północ od niej (oddzielonych wąskim kanałem) oraz Enu i Edana, położonymi bardziej na południe.